# NGC 406
NGC 406 ist eine Spiralgalaxie vom Hubble-Typ Sc im Sternbild Tukan am Südsternhimmel. Sie ist schätzungsweise 61 Millionen Lichtjahre von der Milchstraße entfernt und hat einen Durchmesser von rund 60.000 Lichtjahren. 
Das Objekt wurde am 3. November 1834 von dem britischen Astronomen John Herschel entdeckt.